# Kościelna Góra
Kościelna Góra – wieś w Polsce położona w województwie mazowieckim, w powiecie sochaczewskim, w gminie Nowa Sucha. Ma status sołectwa.
| SIMC    | Nazwa      | Rodzaj    |
| ------- | ---------- | --------- |
| 0733688 | Cytadela   | część wsi |
| 0733694 | Granaty    | część wsi |
| 0733702 | Jagoda     | część wsi |
| 0733719 | Wicholówka | część wsi |

W latach 1975–1998 miejscowość administracyjnie należała do województwa skierniewickiego.
Przez miejscowość przepływa niewielka rzeka Sucha, dopływ Bzury.